# ها، بوتان
ها (به لاتین: Ha) یک منطقهٔ مسکونی در بوتان (کشور) است که در استان ها واقع شده‌است.